# ويلفريد بال
ويلفريد بال (24 أبريل 1895 في المملكة المتحدة - 23 يوليو 1965 في المملكة المتحدة) (بالإنجليزية: Wilfred Ball)‏ هو لاعب كريكت بريطاني وبريطاني (وحمل سابقاً جنسية المملكة المتحدة لبريطانيا العظمى وأيرلندا). لعب مع نادي مقاطعة نورثامبتونشير للكريكت ‏.

## وصلات خارجية
- ويلفريد بال على موقع إي آس بي آن كريك إنفو (الإنجليزية)